# Konstantin Gej
Konstantin Wieniaminowicz Gej (ros. Константин Вениаминович Гей, biał. Канстанцін Гей, ur. 1896 w Petersburgu, zm. 25 lutego 1939 w Moskwie) – rosyjski i białoruski działacz komunistyczny, I sekretarz KP(b)B w latach 1930–1932. 
Urodził się w Petersburgu w rodzinie estońskiej. Od 1916 roku zaangażowany w ruch bolszewicki, w latach 1925–1926 znajdował się wśród najbliższych współpracowników Józefa Stalina. Od 1924 do 1934 roku kandydat na członka KC RKP(b) i KP(b)B. 
Od 1930 do 1932 roku pełnił funkcję I sekretarza KC KP(b)B. W latach 1934–1938 pracował w komisji kontroli. Na początku 1939 roku rozstrzelany w Moskwie. Pochowany na cmentarzu Dońskim. 